# 스텝쥐
스텝쥐(Mus spicilegus)는 쥐과 생쥐속에 속하는 설치류의 일종이다. 오스트리아와 보스니아 헤르체고비나, 불가리아, 크로아티아, 체코, 헝가리, 마케도니아, 루마니아, 세르비아 몬테네그로, 슬로바키아, 우크라이나에서 발견되며, 초원과 기타 개활지에서 서식한다.

## 분류학
스텝쥐의 분포 지역은 오스트리아부터 우크라이나 남부와 그리스까지 지역이다. 2종의 아종이 알려져 있으며, 승명아종 스피킬레구스(M. s. spicilegus)는 대부분의 지역에 분포하고 아종 아드리아티쿠스(M. s. adriaticus)는 아드리아 해안가에 고립된 아개체군으로 분포한다. 구북구 서부 지역에 분포하는 생쥐아속(Mus) 3종의 하나이고, 나머지 종은 발칸반도부터 이스라엘과 이란에 분포하는 마케도니아쥐(Mus macedonicus)와 프랑스 남부와 이베리아 반도, 발레아레스 제도, 모로코, 튀니지에 분포하는 알제리쥐(Mus spretus)이다. 분자시계 가설에 기초하여, 스텝쥐와 마케도니아쥐는 꽤 최근인 29만년 전부터 17만년 전 사이에 분기한 것으로 보이며, 알제리쥐는 약 1백만냔 전에 나뉜 것으로 추정된다.

## 특징
꼬리 길이 55~65mm를 제외한 몸길이는 70~80mm이다. 몸의 털은 대부분 붉은색 기미가 전혀 없는 균일한 회색을 띠지만, 일부 개체군은 두 가지 색을 띠고 배 쪽은 좀더 털 색이 희미하다. 꼬리는 다른 근연종들보다 가늘다. 흔한 생쥐(Mus musculus)와 겉모습이 아주 유사하고, 종종 서로 혼동을 일으킨다. 가장 중요한 차이는 흙둔덕을 만드는 스텝쥐의 성향이지만 이런 특징은 일년 중 특정 시기에만 나타난다.

## 생태
스텝쥐는 초원과 스텝 지대, 경작지, 개간지와 삼림 가장자리에서 발견된다. 가장 독특한 특징은 가을에 흙무더기를 만드는 습성이다. 흙무더기는 다수의 생쥐가 만들고 직경이 최대 4m에 이르지만 보통 크기가 1~2m이다. 약 4~14마리의 생쥐가 흙둔덕을 만들기 위해 협력하며, 아마 모계를 통해 서로 밀접한 관련이 있는 것으로 보인다. 흙무더기는 최대 10kg의 씨앗과 곡식을 저장할 수 있는 저장실 위에 만들며 아래에 둥지가 있다. 헥테르 당 최대 20개(에이커 당 8개)의 흙둔덕이 일반적이지만 특히 좋은 조건에서는 더 많이 있을 수 있다.
계절성 번식기를 가지고 있으며, 대체로 3월과 10월 사이에 번식을 한다. 6~8개월된 어린 암컷은 흙둔덕에서 겨울을 보내며, 봄에 번식을 하고 일년 동안에 4~5마리의 새끼를 낳는다. 우크라이나 중부에서는 평균 6.7마리의 새끼를 낳는다. 여름 동안에 대부분은 단순한 굴 속에서 살지만 일부는 흙둔덕에서 계속 서식하고, 온전한 상태로 유지된다면 겨울 분기를 위해 가을에 재사용할 수 있다. 농작물 곡식이 익어 가고 다른 식물들이 씨앗을 맺는 8월 중순과 11월 중순 사이에 새로운 흙둔덕을 만든다. 흙둔덕은 생후 3~4주 된 새끼들이 만들어 겨울에 자신들이 집으로 사용하며 어른들과 함께 동거하기도 한다. 흙둔덕을 만드는 데는 보통 2~3주가 소요되며, 크기는 개체수와 식량 공급량에 따라 다르다. 흙둔덕 속에서 84종의 저장된 씨앗이 발견되었다.

## 보전 상태
스텝쥐는 넓은 분포 지역에서 흔하게 발견되며 국제 자연 보전 연맹(IUCN)이 보전 등급을 "관심대상종"으로 분류했지만 경작 확대와 초원 스텝 지대의 파괴 때문에 미래에는 멸종 위협을 받을 수 있다고 지적하고 있다.